# 幸福な家族
『幸福な家族』 (こうふくなかぞく、仏: La Famille heureuse、英: The Happy Family) 、または『農民の家族』 (のうみんのかぞく、仏: Famille paysans、英: Peasant Family)、または『洗礼から戻って』 (せんれいからもどって、仏: Le Retour du baptême、英: The Return from Baptism) は、17世紀のフランスの画家ル・ナン兄弟のルイ、またはアントワーヌが1642年にキャンバス上に油彩で制作した絵画である。1941年にフランスの画家・美術批評家のポール・ジャモからパリのルーヴル美術館に遺贈されて以来、同美術館に所蔵されている。

## 作品

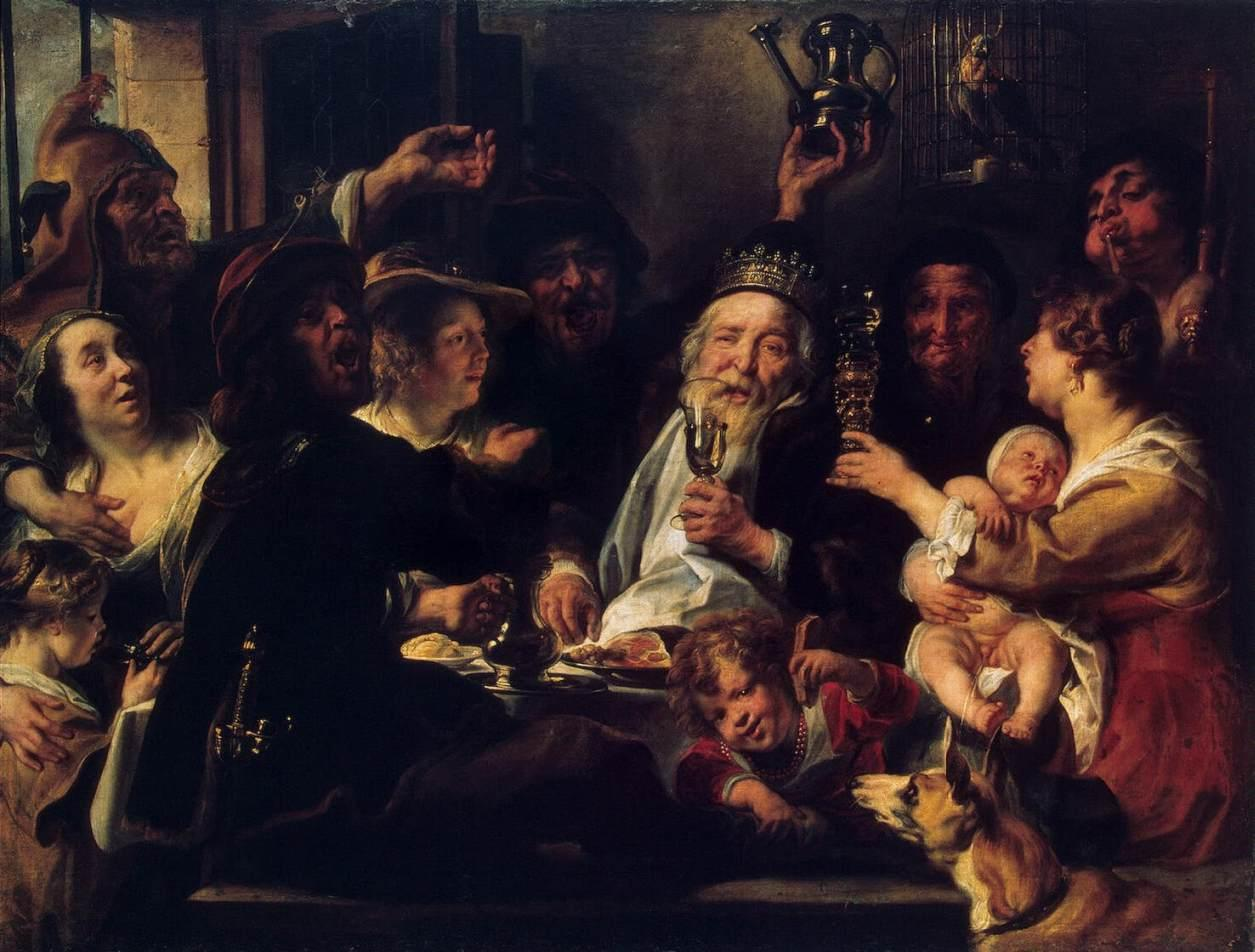
ヤーコプ・ヨルダーンス『王様が飲む』 (1638年ごろ)、エルミタージュ美術館、サンクトペテルブルク

この絵画の非常に北方的な精神は驚嘆すべきものである。1933年にポール・フィランス (Paul Fierens) はすでにこのことを指摘し、フランドルの画家ヤーコプ・ヨルダーンスの飲酒三昧の作品と関連づけた。しかし、本作に見られる控えめなフランス的陽気さと、大きな腹部を揺するフランドルの酒飲みの過剰な酔いっぷりとの間には非常に大きな違いがある。ヨルダーンス作品の家庭では、「大人は歌い、子供は囀る」。本作では、子供と乳児は年齢らしからぬ真面目さを崩さない。

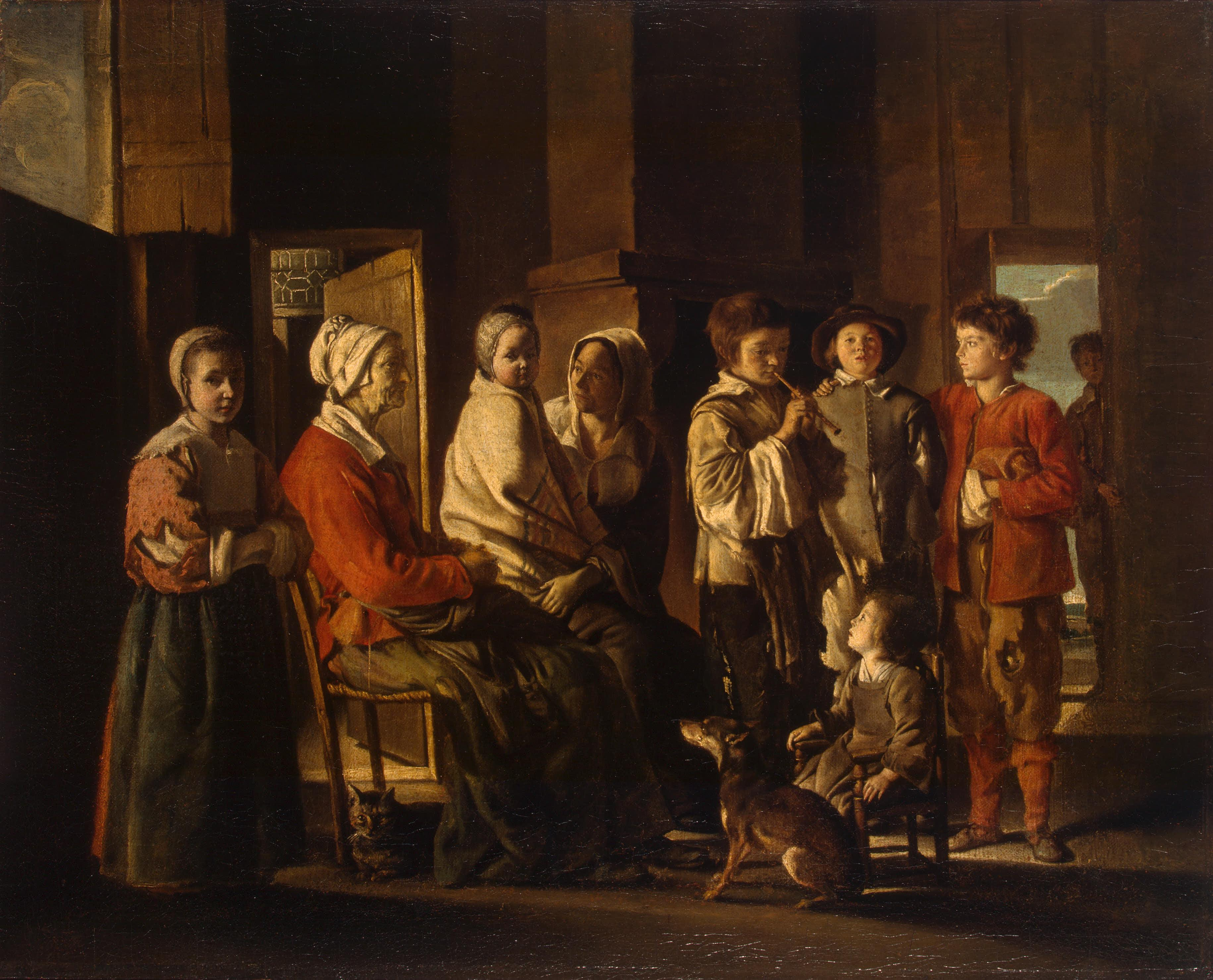
ル・ナン兄弟『祖母訪問』 (1645-1648年)、エルミタージュ美術館、サンクトペテルブルク

この絵画を所有していたポール・ジャモは、絵画を『洗礼から戻って』と名づけた。画面右手の若い婦人の膝の上に、まだ産着にくるまれた乳飲み子がいるためである。しかし、美術史家のジャック・トュイリエは、17世紀の洗礼は誕生の翌日に行われ、「まだ産褥の床にある母親は儀式には立ち会わなかった」と指摘している。トゥイリエは、より一般的で、フランドル絵画によく見られる『幸福な家族』という題名を提案し、作品を所蔵するルーヴル美術館もこの題名を採用している。
本作は、農民生活の至福 (古代から牧歌文学にある古い主題。ウェルギリウスを参照) を称えているのであろう。壺を持つ祖母、ワインを飲む父親とその妻、3人の子供がいることから、人生の3段階の主題を表してもいる。なお、ル・ナン兄弟の『祖母訪問』 (1645-1648年、エルミタージュ美術館、サンクトペテルブルク) にも、本作の老婆、母親に加え、左側の少年が笛を吹く少年としてより年上の姿で登場する